# Naro Vallis
La Naro Vallis è una struttura geologica della superficie di Marte.